# Expo-Prudente
A Expo-Prudente é um evento realizado no município brasileiro de Presidente Prudente, estado de São Paulo. É realizado anualmente na semana do aniversário da cidade, em setembro, e recebe um público médio de cerca de 100 mil pessoas, sendo um dos mais importantes de todo o Oeste Paulista. São realizados shows e diversas exposições artesanais.